# Noordwijk
Noordwijk (AFI: /ˈnoːrtʋɛi̯k/, ) è una municipalità dei Paesi Bassi di 42 861 abitanti situata nella provincia dell'Olanda Meridionale.
Vi ha sede l'ESTEC, il centro di ricerca per le attività spaziali dell'Agenzia Spaziale Europea.

## Storia
Probabilmente i primi abitanti si stabilirono a Noordwijk intorno al 2000 a.C..
Di qui passò il monaco benedettino scozzese dell'VIII-IX secolo Jeroen van Noordwijk, decapitato dai normanni durante le loro scorrerie in Olanda. Il martirio del monaco convinse l'arcivescovo di Utrecht a rendere la località una meta di pellegrinaggio.
I primi abitanti di cui abbiamo prove sicure sono datati al 1200, questi probabilmente erano pescatori. Il primo aprile del 1398, il Duca Alberto I di Baviera, dopo le richieste di alcuni abitanti, diede a Noordwijk i privilegi di città. Poco dopo li annullò dicendo che gli abitanti non avevano il diritto di fare queste richieste. Per conseguenza non vennero costruite alcune mura attorno al paese.

## Monumenti e luoghi d'interesse

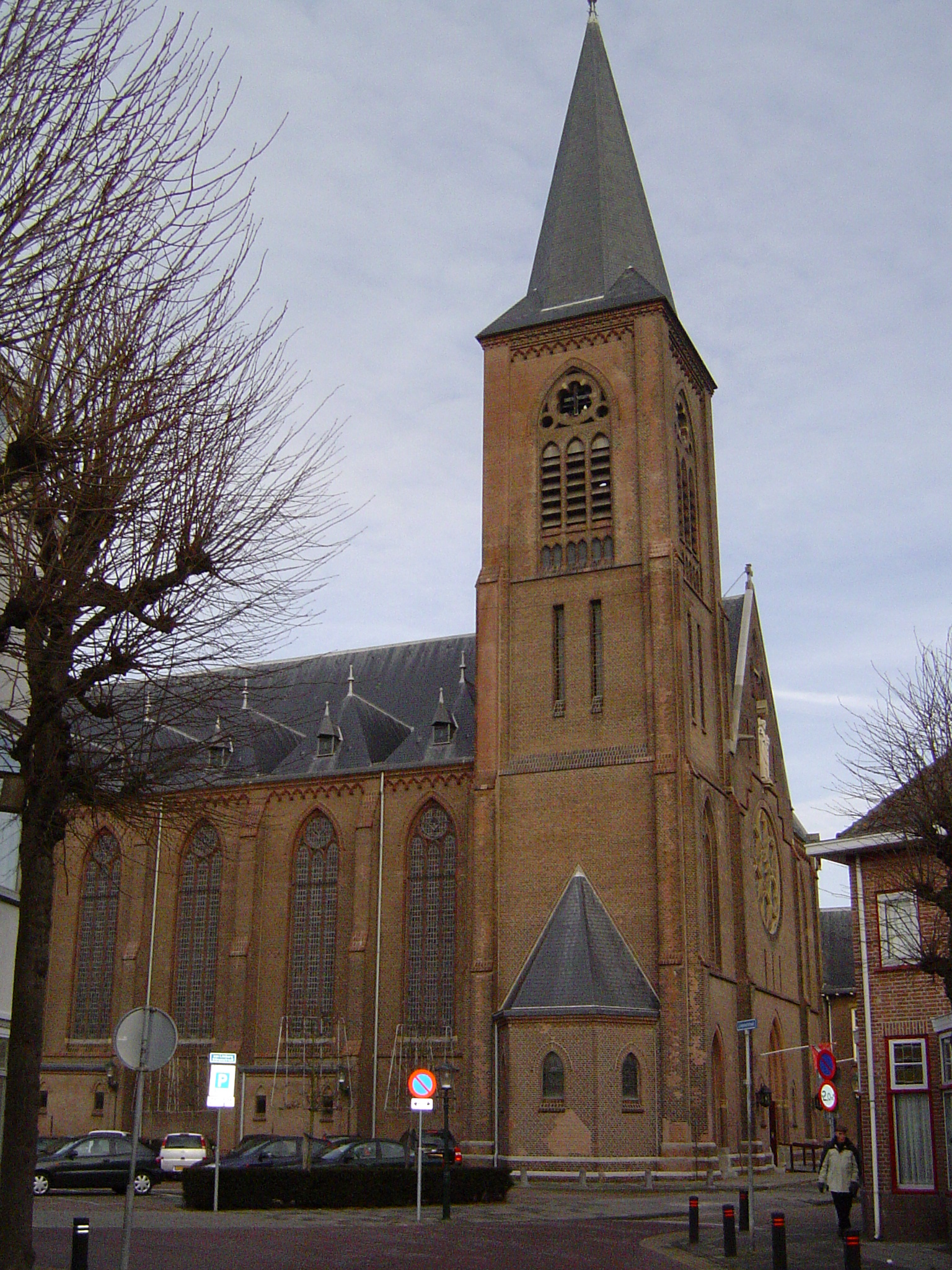
La chiesa di San Girolamo

### Architetture religiose
- Chiesa di San Girolamo

### Architetture civili
- Faro di Noordwijk
- Grand Hotel Huis ter Duin

## Geografia antropica

### Suddivisioni amministrative
La municipalità di Noordwijk è costituita da due centri principali: Noordwijk-Binnen e Noordwijk aan Zee. Inoltre nel 2019 si è aggiunta l'ex municipalità di Noordwijkerhout.
Noordwijk-Binnen, letteralmente Noordwijk interno, è la parte più interna del comune, mentre Noordwijk aan Zee, letteralmente Noordwijk sul mare, è la suddivisione costiera, importante centro turistico durante la stagione estiva.